# 诺基亚N92
Nokia N92是诺基亚N系列的一款手机，并且是一款电视手机。